# Strymon acaciae
Strymon acaciae är en fjärilsart som beskrevs av Fabricius 1787. Strymon acaciae ingår i släktet Strymon och familjen juvelvingar. Inga underarter finns listade i Catalogue of Life.